# Лилац (Долина Аосте)
Лилац (итал. Lillaz) је насеље у Италији у округу Долина Аосте, региону Долина Аосте.
Према процени из 2011. у насељу је живело 140 становника. Насеље се налази на надморској висини од 1611 м.